# Greve dos roteiristas dos Estados Unidos de 2023
A greve dos roteiristas dos Estados Unidos de 2023 foi uma greve que culmunou após o desentendimento entre os sindicatos Writers Guild of America (WGA), sindicato da categoria dos roteiristas, e do Alliance of Motion Picture and Television Producers (AMPTP), sindicato patronal, que começou em 2 de maio de 2023 e foi até 9 de novembro.
Foi a maior interrupção na produção de televisão e cinema estadunidense desde a pandemia de COVID-19 no país, bem como a maior paralisação trabalhista que o WGA realizou desde a greve de 1988, que durou 153 diass. Desde 14 de julho de 2023, coincidiu com uma greve de atores como parte de uma série de disputas trabalhistas mais amplas em Hollywood.
A greve põe em risco os contratos de longo prazo criados durante o boom do streaming de mídia, quando os produtores desembolsavam grandes somas para talentos criativos. Os grandes estúdios podiam encerrar os acordos de produção com os roteiristas por meio de cláusulas de força maior após 90 dias, economizando milhões de dólares. Outras áreas foram afetadas pela ação da greve, incluindo a indústria de efeitos visuais, bem como estúdios de criação de adereços. A falta de produções cinematográficas e televisivas em andamento fez com que alguns estúdios fechassem as portas ou reduzissem a equipe.
Após um acordo provisório ter sido firmado, os líderes sindicais votaram por encerrar a greve em 27 de setembro de 2023. Em 9 de outubro, os membros do WGA ratificaram oficialmente o contrato com 99% dos membros do sindicato de atores votando a favor. Seu impacto, combinado a Greve da SAG-AFTRA de 2023 que terminou um mês mais tarde, resultou na perda de 45 000 empregos diretos e uma perda estimada de US$ 6,5 bilhões para a economia da Sul da Califórnia.

## Reivindicações
O principal ponto de foco na disputa trabalhista são os salários e bonificações pagos na mídia do streaming; os roteiristas também queriam que a inteligência artificial, como o ChatGPT, fosse usada apenas como uma ferramenta que pode ajudar na pesquisa ou facilitar ideias de roteiro e não como ferramentas para substituí-las.
Em 2 de maio de 2020, o último Acordo Básico Mínimo (MBA) tornou-se o acordo coletivo de trabalho que cobria a maior parte do trabalho realizado pelos roteiristas sindicalizados na  Writers Guild of America (WGA). O Acordo Básico Mínimo é um acordo que estabelece um piso salarial para roteiristas de televisão e cinema. Na televisão, o Acordo Básico Mínimo só se aplica ao roteiristas que escrevem para programas exibidos na televisão aberta, e não para streaming.
Isso pode ser evidenciado ao comparar talk shows  produzidos para a televisão aberta, como The Late Show with Stephen Colbert da CBS comparado com o The Problem with Jon Stewart produzido para streaming pela Apple TV+. Os escritores que trabalham para os streamings não são cobertos pelo MBA e, portanto, devem negociar individualmente com a empresa de streaming o pagamento e, como resultado, recebem menos do que os escritores que escrevem para talk shows transmitidos, embora façam a mesma quantidade de trabalho. O MBA realizado junto à categoria em 2020, expirou em 1º de maio de 2023. O sindicato WGA estimou que suas propostas renderiam aos roteiristas ganhos de cerca de 429 milhões de dólares por ano, enquanto a oferta da Alliance of Motion Picture and Television Producers (AMPTP), sindicato patronal, renderia 86 milhões para categoria.
O valor que difere os impactos do setor entre os dois sindicatos - a WGA e a AMPTP -  é que as demandas corporativas realizadas pela WGA é mais robusta, que inclui demandas como 'duração do emprego' ao contrato e a inclusão de um número mínimo de profissionais nas produções. Outra questão cara para a WGA é o aumento na alíquota das pensões e fundos de saúde.

## Negociações e atividades grevistas
Em 18 de abril de 2023, 97,85% dos membros do sindicato de roteiristas da WGA nos Estados Unidos votaram para entrar em greve se não conseguirem chegar a um acordo satisfatório com a AMPTP, que representa os principais estúdios de cinema e televisão de Hollywood, até 1º de maio. O AMPTP se envolveu em longas negociações com o WGA em nome da Amazon Studios, Apple Studios, NBCUniversal, Netflix, Paramount Global, Sony Pictures, Walt Disney Company e Warner Bros. Discovery, mas não conseguiu chegar a um acordo negociar antes do prazo estipulado.
Como resultado, as lideranças do Writers Guild of America Leste (WGAW) e do Writers Guild of America Oeste (WGAE) aprovaram por unanimidade uma greve na véspera de 2 de maio, a primeira desse tipo desde a greve de 2007-2008, realizada 15 anos antes.
A revista The Hollywood Reporter relatou que o WGA havia estabelecido algumas regras prospectivas para os escritores durante a greve. O sindicato afirmou que "os escritores não podem escrever, revisar, lançar ou discutir projetos futuros com empresas que são membros do AMPTP". Além disso, o sindicato ainda orientou que os podcasts de ficção produzidos por empresas contra as quais a WGA e seus membros estão em greve devem interromper a produção.
O sindicato anotou que embora eles não possam punir os escritores não sindicalizados que escrevem para empresas contra as quais o sindicato está em greve, eles prometem barrar tais escritores de futuras filiações ao sindicato.
A greve foi iniciada em 2 de maio de 2023. No dia seguinte, em 3 de maio de 2023, o horário dos piquetes havia se estendido para dois turnos de quatro horas: um turno da manhã, das 9h às 13h, e um turno da tarde, das 13h às 17h.
Os seguintes estúdios e eventos foram relatados pelo Deadline Hollywood como lugares onde o WGA planejou piquetes.
Em Los Angeles,  Amazon/Culver Studios, CBS Radford, CBS Television City, Disney, 20th Century Studios, Netflix, Paramount, Sony, Universal, Warner Bros, e em Nova Iorque: 30 Rock/NBCUniversal, Broadway Stages, HBO, NBC Upfronts, Netflix Manhattan HQ, Netflix Upfront, Peacock NewFront, Silvercup East, Silvercup Studios, Steiner Studios, Warner Bros. Discovery e Warner Bros. Discovery Upfront.

## Comitê de negociação
A WGA anunciou os membros de seu comitê de negociação em novembro de 2022, com David Young como negociador-chefe. Em maio de 2023, Ellen Stutzman era a principal negociadora.
- John August
- Angelina Burnett
- Kay Cannon
- Yahlin Chang
- Robb Chavis
- Adam Conover
- Travis Donnelly
- Ashley Gable
- David A. Goodman (co-presidente)
- Hallie Haglund
- Eric Haywood
- Eric Heisserer
- Greg Iwinski
- Chris Keyser (copresidenter)
- Luvh Rakhe
- Erica Saleh
- Danielle Sanchez-Witzel
- James Schamus
- Tom Schulman
- Michael Schur
- David Shore
- David Simon
- Patric Verrone
- Nicole Yorkin

## Produções impactadas

### Produções interrompidas

#### Talk-shows
- Jimmy Kimmel Live![30]
- Last Week Tonight with John Oliver[30]
- Late Night with Seth Meyers[30]
- Real Time with Bill Maher[30]
- The Daily Show[30]
- The Late Show with Stephen Colbert[30]
- The Talk[30]
- The Tonight Show Starring Jimmy Fallon[31]

### Séries televisivas
- Abbott Elementary (temporada 3)[32]
- Big Mouth (temporada 8)[33]
- Cobra Kai (temporada 6)[34]
- Hacks (temporada 3)[35]
- Night Court (temporada 2)[35]
- Power Book III: Raising Kanan (temporada 3)[35]
- Saturday Night Live[36]
- Unstable (temporada 2)[37]
- Yellowjackets (temporada 3)[38]